# زاك كلايتون (لاعب كرة قدم أمريكية)
زاك كلايتون (بالإنجليزية: Zach Clayton)‏ هو لاعب كرة قدم أمريكية أمريكي، ولد في 1988 في تشامبيغن في الولايات المتحدة.

## وصلات خارجية
- زاك كلايتون على موقع الاتحاد الدولي لألعاب القوى (الإنجليزية)
- زاك كلايتون على موقع مرجع كرة القدم المحترفة.كوم (الإنجليزية)